# فيروليتو أنتيكو
فيروليتو أنتيكو (كالابريان: Herulìtu) هي مدينة وكومونا في مقاطعة قطنصار بمنطقة قلورية، جنوب إيطاليا.